# A Rosa dos Ventos
A Rosa dos Ventos é uma peça de teatro brasileira de 1955, de autoria de Claude Spaak. Foi traduzida por Esther Mesquita e dirigida por José Renato.

## Elenco
- Raquel Moacyr
- Eva Wilma
- Renata Blaustein
- Fábio Cardoso